# Теодора Палеолог Асен
Теодора Палеолог Асен (грч. Θεοδώρα Παλαιολογίνα Άσανίνα) је била византијска принцеза с почетка 14. века, унука цара Михаила VIII Палеолога и сестричина цара Андроника II Палеолога.
Она је ћерка бугарског цара Јована Асена III и византијске принцезе Ирине Палеолог, која је била ћерка цара Михаила VIII Палеолога. Тачан датум Теодориног рођења није познат, али се претпоставља да је била старија од своје сестре Марије. Георгије Пахимер извештава да је око 1283. године, цар Андроник II верио епирског деспота Михаила II Комнина за његову сестричину из породице Асена, за коју се традиционално верује да је Теодора. Иван Божилов сугерише да чак и да је ова претпоставка тачна и да је Теодора заиста била најстарија ћерка у породици, она би највероватније била рођена између 1279. и 1280. године, и не би била пунолетна за брак до 1283. године, као ни њена сестра Марија, за коју се каже у Хроници Рамона Мунтанера да је 1303. године, имала око 16 година.
У лето 1308. године, Теодора је била удата за Ферана Хименеза д'Аунеса, једног од каталонских вођа који је служио у Цариграду, кога је цар Андроник II почастио за верну службу титулом великог војводе.  Иако се Д'Аунесова жена помиње само као Теодора, царева сестричина, традиционално се претпоставља да је била Теодора Асен - Андроникова сестричина од његове сестре деспине Ирине и деспота Јована Асена III, која је у то време била једна од две царске сестричине. на двору тог имена које су биле неудате - друга је била Теодора Архантлун, за коју се зна да је постала жена брата Теодоре Асенине - Исака Асена. Осим тога, додатни разлог за прихватање да је Теодора Асенина постала супруга каталонског заповедника Ферана д'Аунеса, Божилов види у чињеници да је Фернан био и стари познаник њене породице, са којим се Теодора већ срела на двору њеног зета Рожера де Флор у Галипољу, где су она, њена мајка деспина Ирина и два њена брата боравили са сестром Маријом у зиму 1304/1305. године. У то време је ту био и Фернан Хименес, коме је Роже де Флор наложио да његову трудну жену и њену породицу одведе у Цариград.
Нема других података о Теодорином животу са Фернаном Хименесом. Познато је само да је 1321. године, већ била поново удата за великог стратопаедарха Манојла Тагариса, о чему сведочи синодална одлука из 1343. године. Није познато да ли је имала деце из своја два брака, али је латински патријарх цариградски Павле Тагарис касније тврдио да је он син Манојла Тагариса из брака са Теодором Асенином.